# 2993 Wendy
2993 Wendy este un asteroid din centura principală, descoperit pe 4 august 1970.